# Tschumazkyj Schljach
Tschumazkyj Schljach (ukrainisch Чумацький Шлях) ist ein Dorf in der ukrainischen Oblast Cherson mit etwa 850 Einwohnern (2001). Das 1921 gegründete Dorf hieß bis 2016 zu Ehren Wladimir Iljitsch Lenins Wolodymyro-Illinka (Володимиро-Іллінка, russisch Владимиро-Ильинка Wladimiro-Iljinka).

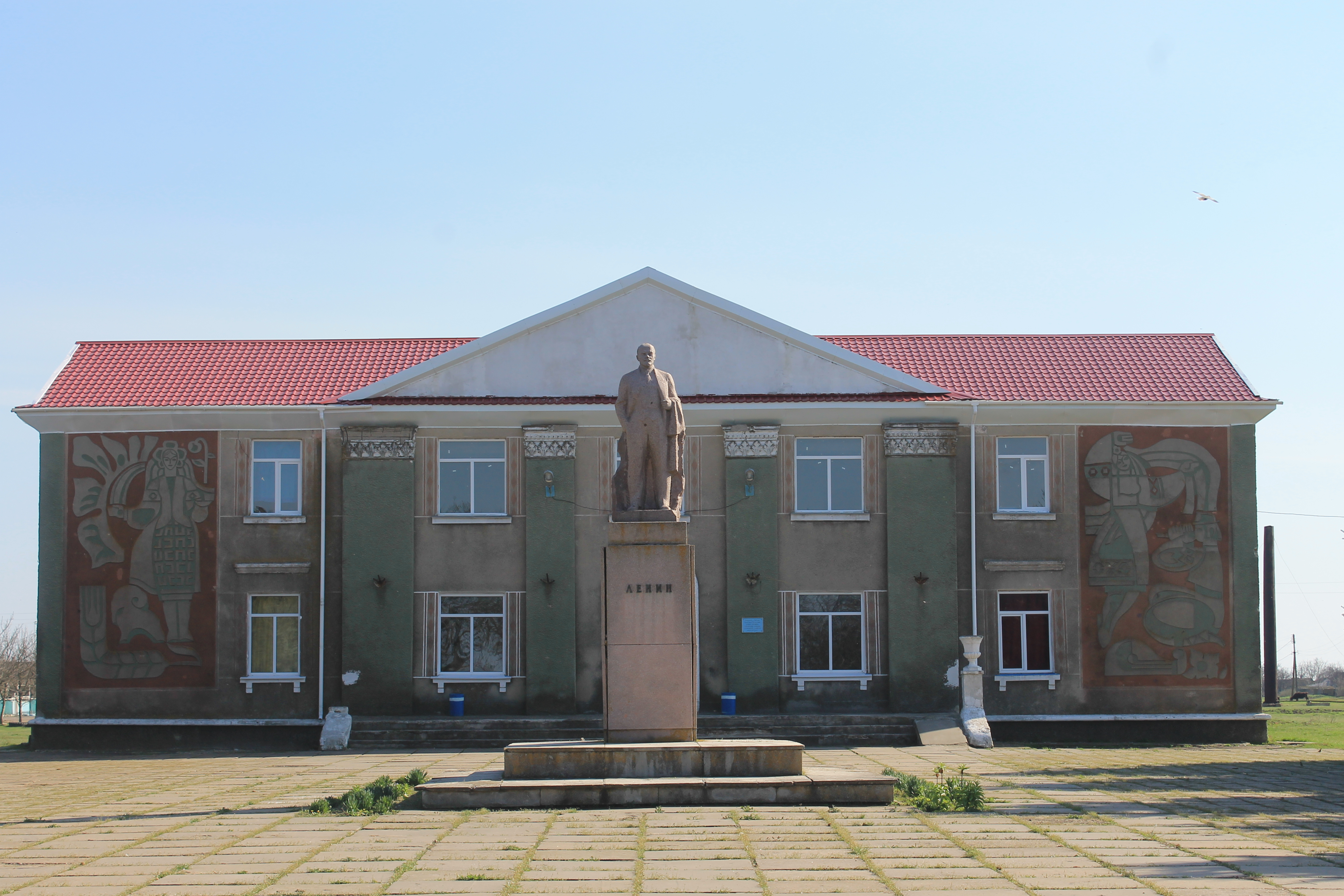
Haus der Kultur und Lenindenkmal, 2015

Die Ortschaft liegt auf einer Höhe von 37 m, 43 km nordwestlich vom ehemaligen Rajonzentrum Nowotrojizke und 130 km östlich vom Oblastzentrum Cherson.
Acht Kilometer südlich vom Dorf verläuft bei Sofijiwka der Nord-Krim-Kanal und die Regionalstraße P–47.
Am 12. Juni 2020 wurde das Dorf ein Teil der neugegründeten Siedlungsgemeinde Nowotrojizke, bis dahin bildete es zusammen mit den Dörfern Kateryniwka (Катеринівка), Noworepiwka (Новорепівка), Nowoukrajinka (Новоукраїнка) und Sofijiwka (Софіївка) die gleichnamige Landratsgemeinde Wolodymyro-Illinka (Володимиро-Іллінська сільська рада/Wolodymyro-Illinska silska rada) im Norden des Rajons Nowotrojizke.
Seit dem 17. Juli 2020 ist sie ein Teil des Rajons Henitschesk.